# Xã Newton, Quận Calhoun, Michigan
Xã Newton (tiếng Anh: Newton Township) là một xã thuộc quận Calhoun, tiểu bang Michigan, Hoa Kỳ. Năm 2010, dân số của xã này là 2.551 người.